# Nor'easter

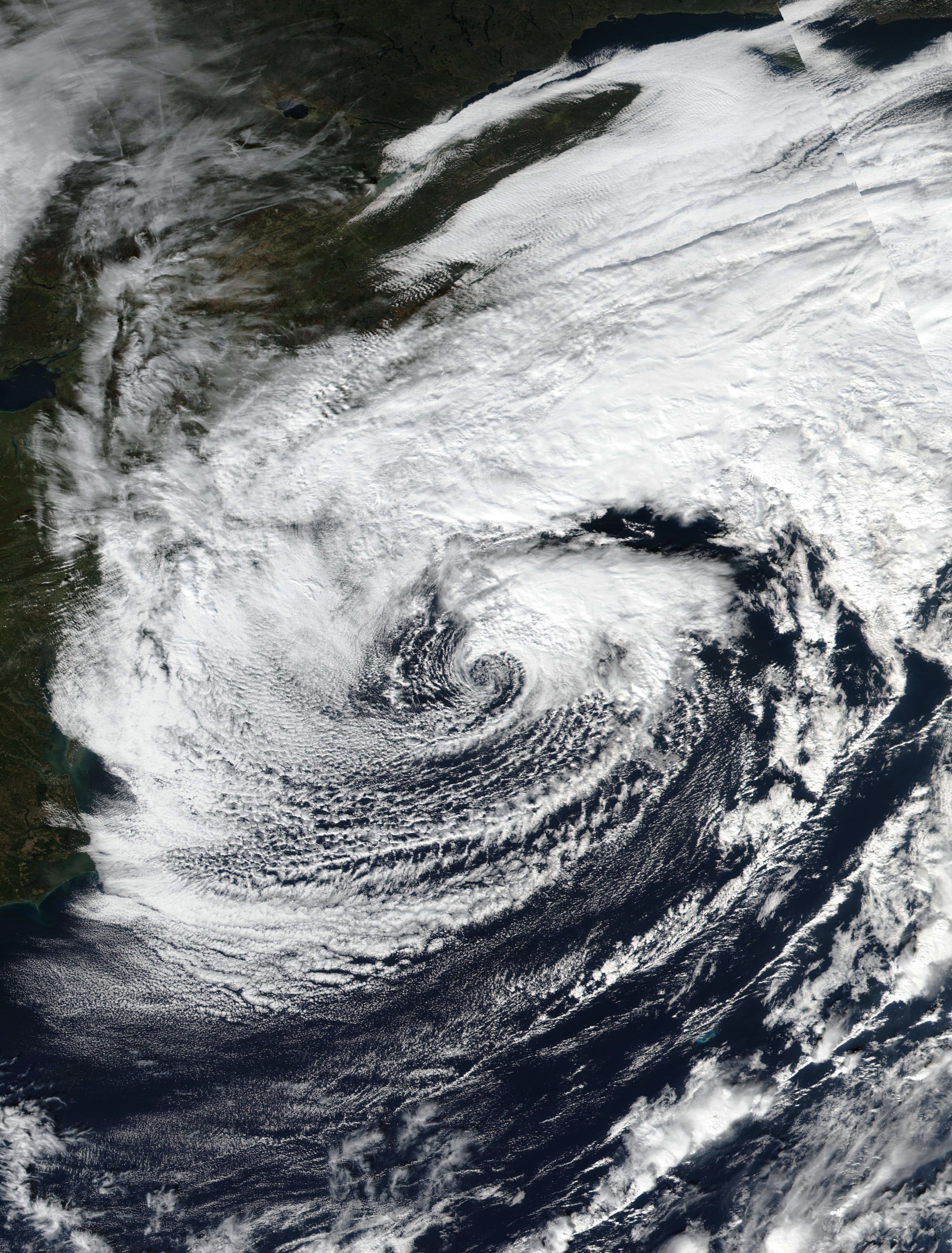
Bão cận nhiệt đới Wanda trong tình trạng là một nor'easter trong ngày 27/10/2021

Một nor'easter (cũng được viết là northeaster) là một xoáy thuận ngoài nhiệt đới quy mô lớn. Tên gọi bắt nguồn từ hướng gió mạnh nhất - khi một khối lượng không khí ngoài khơi quay ngược chiều kim đồng hồ, gió có xu hướng thổi từ hướng đông sang tây nam qua khu vực bao phủ bởi khu vực phía tây bắc của cơn xoáy thuận. Sử dụng thuật ngữ ở Bắc Mỹ có liên quan đến một số loại bão khác nhau, một số có thể hình thành ở Bắc Đại Tây Dương và một số dạng ở phía Nam như Vịnh Mexico. Thuật ngữ này thường được sử dụng ở các khu vực ven biển của New England và các bang nằm gần bờ biển Trung Đại Tây Dương (New York, Pennsylvannia, New Jersey, West Virginia, Delaware, và Maryland). Thông thường, các cơn bão như vậy bắt nguồn như một khu vực áp suất thấp hình thành trong vòng 100 dặm (160 km) của bờ giữa Bắc Carolina và Massachusetts. Mô hình mưa cũng tương tự như các xoáy thuận. Nor'easter thường đi kèm với mưa lớn hoặc tuyết, và có thể gây ra lũ lụt nghiêm trọng ở bờ biển, sự xói mòn bờ biển, gió có cường độ như xoáy thuận, hoặc các điều kiện về bão tuyết (Blizzard). Nor'easter thường mạnh nhất trong mùa đông ở New England và các vùng Canada gần bờ biển Đại Tây Dương. Chúng phát triển mạnh khi hội tụ các khối không khí lạnh vùng cực và không khí ấm hơn trên mặt nước và nghiêm trọng hơn vào mùa đông khi sự khác biệt về nhiệt độ giữa các khối lượng không khí này lớn hơn
Nor'easter có xu hướng phát triển thường xuyên và mạnh mẽ nhất giữa tháng 11 và tháng 3, mặc dù chúng cũng có thể có (ít xảy ra hơn) trong các tháng khác của năm. Các vùng dễ bị ảnh hưởng thường bị Nor'easters tác động một vài lần mỗi mùa đông.